# Miskolc Steelers 2022
Questa voce raccoglie le informazioni riguardanti i Miskolc Steelers nelle competizioni ufficiali della stagione 2022.

## Hungarian Football League 2022

### Stagione regolare
| 24 aprile 2022 2ª giornata | Miskolc Steelers | 28 – 25 | Győr Sharks |  |

| 21 maggio 2022 4ª giornata | Miskolc Steelers | 21 – 29 | Budapest Cowbells |  |

| 11 giugno 2022 6ª giornata | Miskolc Steelers | 31 – 38 | Budapest Wolves |  |

| 18 giugno 2022 7ª giornata | Fehérvár Enthroners | 28 – 7 | Miskolc Steelers |  |

### Playoff
| 2 luglio 2022 Semifinale | Fehérvár Enthroners | 26 – 13 | Miskolc Steelers |  |

## Statistiche di squadra
| Competizione      | %Vittorie | In casa | In casa | In casa | In casa | In casa | In casa | In trasferta | In trasferta | In trasferta | In trasferta | In trasferta | In trasferta | Totale | Totale | Totale | Totale | Totale | Totale |
| Competizione      | %Vittorie | G       | V       | N       | P       | Pf      | Ps      | G            | V            | N            | P            | Pf           | Ps           | G      | V      | N      | P      | Pf     | Ps     |
| ----------------- | --------- | ------- | ------- | ------- | ------- | ------- | ------- | ------------ | ------------ | ------------ | ------------ | ------------ | ------------ | ------ | ------ | ------ | ------ | ------ | ------ |
| Stagoine regolare | .250      | 3       | 1       | 0       | 2       | 80      | 92      | 1            | 0            | 0            | 1            | 7            | 28           | 4      | 1      | 0      | 3      | 87     | 120    |
| Playoff           | .000      | 1       | 0       | 0       | 1       | 13      | 26      | 0            | 0            | 0            | 0            | 0            | 0            | 1      | 0      | 0      | 1      | 13     | 26     |
| Totale            | .200      | 2       | 1       | 0       | 1       | 93      | 118     | 1            | 0            | 0            | 1            | 7            | 28           | 5      | 1      | 0      | 4      | 100    | 146    |